# Suojärvi och Peräjärvi
Suojärvi och Peräjärvi är en sjö i Finland. Den ligger i kommunen Kuusamo i landskapet Norra Österbotten, i den nordöstra delen av landet, 600 km norr om huvudstaden Helsingfors. Suojärvi och Peräjärvi ligger 237,8 meter över havet. Den är 1,74 meter djup. Arean är 87,6 hektar och strandlinjen är 8,23 kilometer lång. Sjön  ingår i Kems huvudavrinningsområde. 